# Kykladenkultur

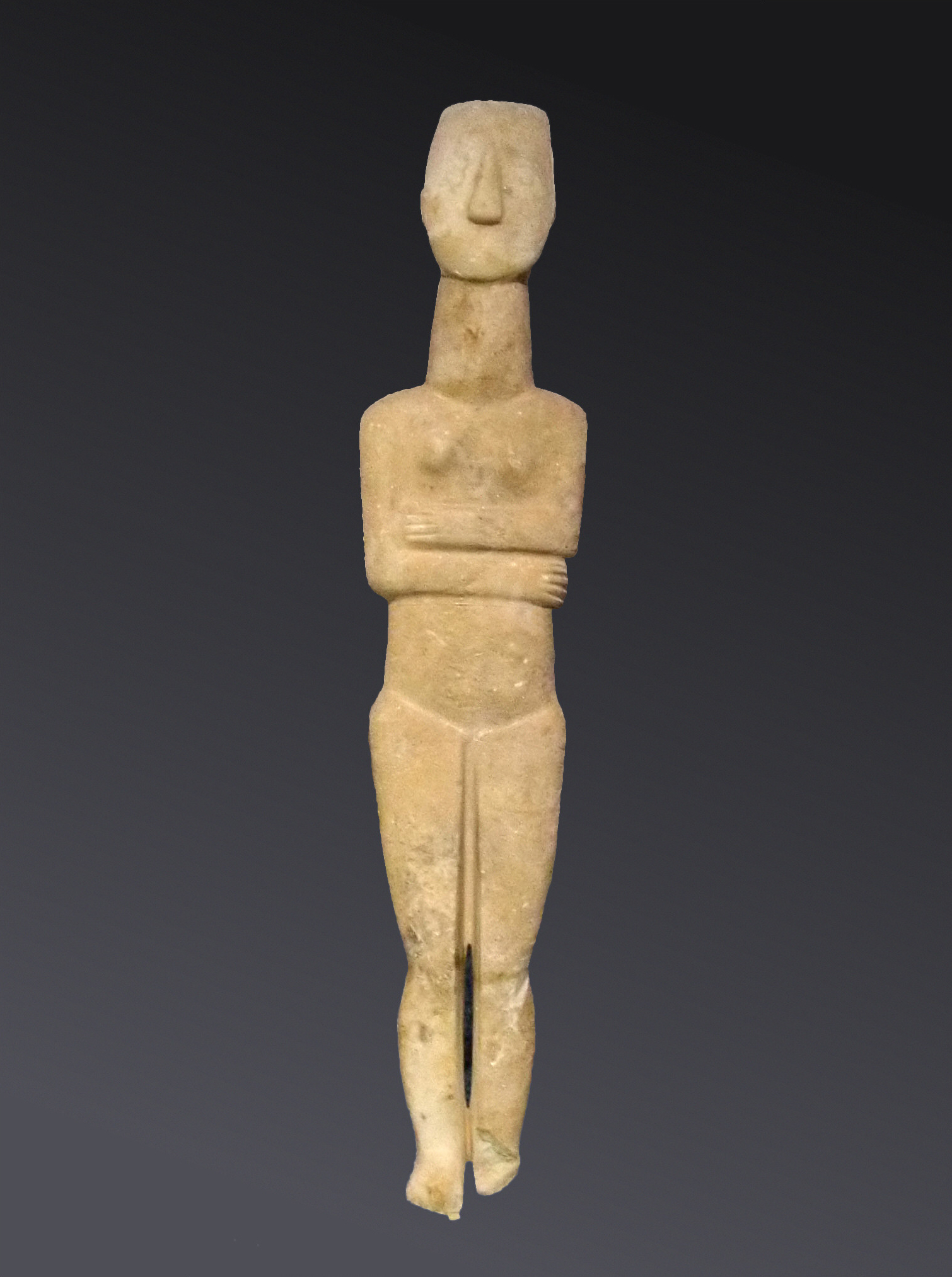
Das Kykladenidol (Karlsruhe 75/49) vom Spedos-Typ aus der Keros-Syros-Kultur

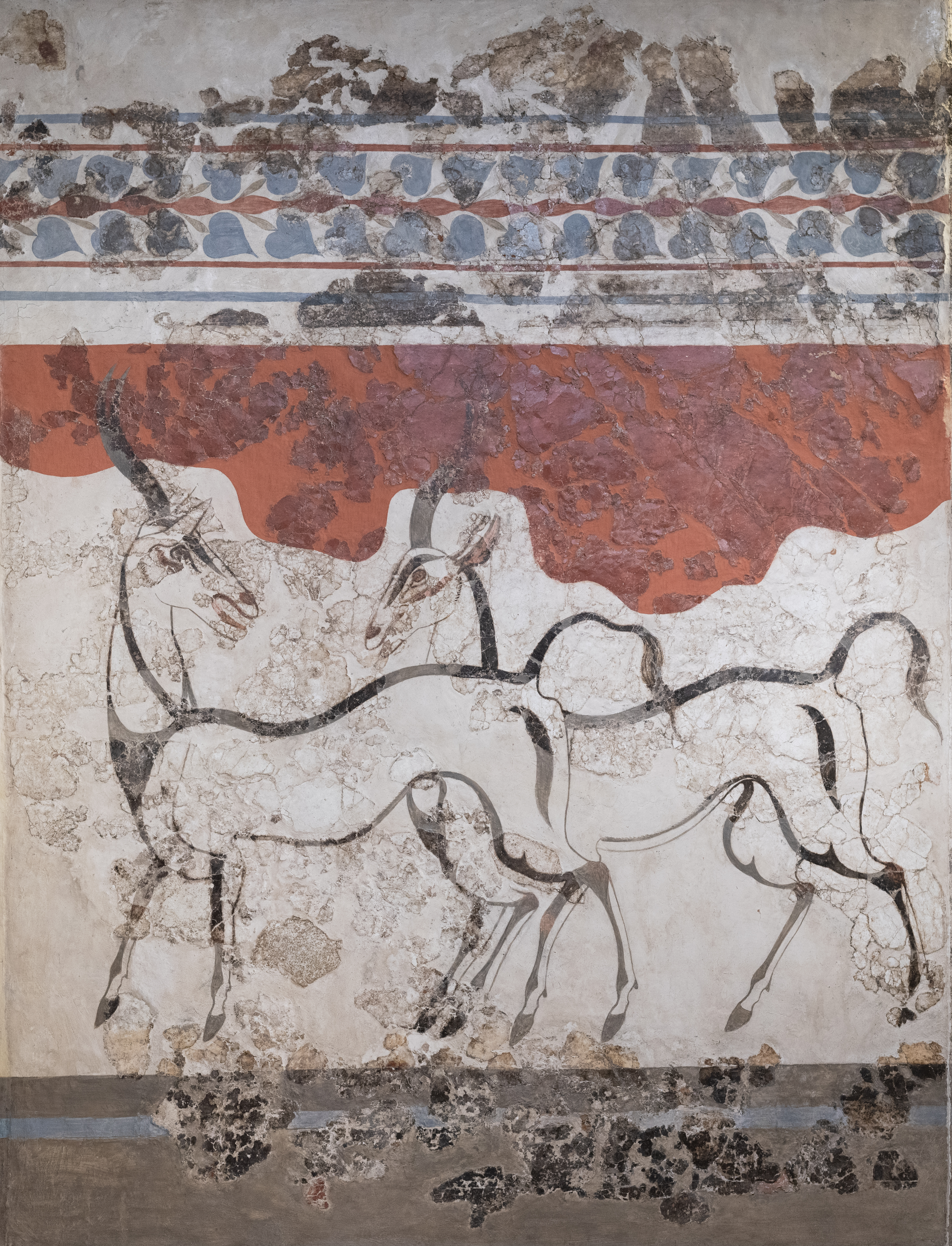
Spätkykladisches Fresko von Antilopen aus Akrotiri

Als Kykladenkultur werden die prähistorischen Gesellschaften der Bronzezeit auf der Inselgruppe der Kykladen (Ägäis) bezeichnet. Archäologische Ausgrabungsfunde auf den Inseln umfassen figürliche Darstellungen, sogenannte Kykladenidole sowie Bilder in Form von Fresken und Funde aus dem Alltag der Inselbewohner. Obgleich die Kykladenkultur mit der Minoischen Kultur auf der südlich benachbarten Insel Kreta verwandt ist, unterscheidet sie sich jedoch in einigen wesentlichen Merkmalen.

## Zeitliche Einordnung
Die Periodisierung geht auf Nikolaos Platon und Arthur Evans auf Kreta zurück. Die Chronologie wird durch Funde griechischer Keramik bestimmt, vorwiegend in Form von Importware aus Ägypten. Sowohl die ägyptische Chronologie als auch ihre Auswirkungen auf die Datierungen der benachbarten Regionen sind noch nicht gesichert und werden diskutiert.
Die Tabelle stellt die Epochen der Minoischen Kultur auf Kreta den entsprechenden Epochen auf den Kykladen und der helladischen Zeit auf dem griechischen Festland gegenüber. Die einzelnen Phasen innerhalb der Epochen sowie deren teilweise weitere Unterteilung entsprechen in der Regel einem Stilwechsel, vor allem in der Keramik.
Als Ende der Jungsteinzeit in der Region wird allgemein das Jahr 3.000 v. Chr. definiert.
| Jahre             | Kreta (laut Platon) | Kreta (laut Evans) | Kykladen         | Griechisches Festland |
| ----------------- | ------------------- | ------------------ | ---------------- | --------------------- |
|                   | Vorpalastzeit       | Frühminoisch       | Frühkykladisch   | Frühhelladisch        |
| 3000–2700 v. Chr. | Vorpalastzeit       | FM I               | FK I             | FH I                  |
| 2700–2200 v. Chr. | Vorpalastzeit       | FM II              | FK II            | FH II                 |
| 2200–2000 v. Chr. | Vorpalastzeit       | FM III             | FK III           | FH III                |
|                   | Vorpalastzeit       | Mittelminoisch     | Mittelkykladisch | Mittelhelladisch      |
| 2000–1900 v. Chr. | Vorpalastzeit       | MM I A             | MK               | MH                    |
| 1900–1800 v. Chr. | Altpalastzeit       | MM I B             | MK               | MH                    |
| 1800–1700 v. Chr. | Altpalastzeit       | MM II              | MK               | MH                    |
| 1700–1600 v. Chr. | Neupalastzeit       | MM III A           | MK               | MH                    |
| 1600–1550 v. Chr. | Neupalastzeit       | MM III B           | MK               | MH                    |
|                   | Neupalastzeit       | Spätminoisch       | Spätkykladisch   | Späthelladisch        |
| 1550–1520 v. Chr. | Neupalastzeit       | SM I A             | SK I             | SH I                  |
| 1520–1430 v. Chr. | Neupalastzeit       | SM I B             | SK II            | SH II A               |
| 1430–1400 v. Chr. | Nachpalastzeit      | SM II              | SK II            | SH II B               |
| 1400–1330 v. Chr. | Nachpalastzeit      | SM III A           | SK III           | SH III A              |
| 1330–1200 v. Chr. | Nachpalastzeit      | SM III B           | SK III           | SH III B              |
| 1200–1100 v. Chr. | Nachpalastzeit      | SM III C           | SK III           | SH III C              |
|                   | Nachpalastzeit      | Subminoisch        | Submykenisch     | Submykenisch          |

### Frühkykladische Epoche

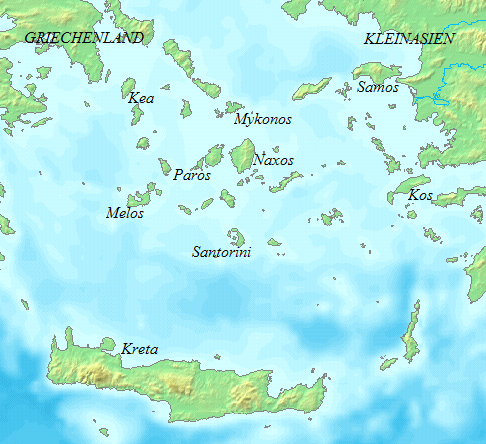
Die Kykladen

Noch der Jungsteinzeit zuzuordnen sind die Funde auf der winzigen Insel Saliagos zwischen Antiparos und Paros, in Ftelia auf Mykonos, sowie Kephala auf Kea.
Die erste Phase der frühkykladischen Epoche entspricht der Grotta-Pelos-Kultur auf Naxos, ein weiterer Fundort aus dieser Zeit ist Phylakopi (auf Milos). Es sind nur Grabfunde bekannt, Siedlungen aus der Zeit wurden bisher nicht entdeckt.
In Frühkykladisch II wird die Keros-Syros-Kultur der Insel Sýros eingeordnet, aus dieser Zeit liegen Siedlungsspuren auf verschiedenen Inseln (Kea, Ios und Delos) vor, daneben Grabfunde. Spätestens ab FK II betrieben die Bewohner der Kykladen Piraterie. Die Hochseeschifffahrt war jedoch höchstwahrscheinlich kein neues Phänomen von FK II. Fundstücke der Keros-Syros-Kultur (FK II) zeugen davon, dass die Träger dieser Kultur über einen „mit Rudern oder Stechpadeln angetriebenen Langboottyp“ verfügten, mit dem auch weitere Wegstrecken zurückgelegt werden konnten.
Die Kastri- oder Lefkandi-Kultur, ebenfalls auf Sýros, wird entweder dem Ende von FK II zugeordnet oder sie markiert den Beginn von FK III. Danach bricht die Siedlungskontinuität in fast allen Regionen ab. Bisher ist nur die kleine Siedlung auf der Insel Daskalio vor Keros als durchgehend genutzt nachweisbar. Mit der Phylakopi-Kultur von Milos setzten die Siedlungen andernorts erst wieder am Ende von FK III ein.

### Mittelkykladische Zeit
Die mittelkykladische Epoche wird normalerweise nicht weiter unterteilt, der Austausch zwischen den Inseln in Form von Handel, aber auch Wanderungsbewegungen im Zusammenhang mit Konflikten war intensiv, sodass man von einer gemeinsamen Kultur sprechen kann. Nur drei der zwanzig bekannten Siedlungsorte dieser Zeit wurden ausgegraben: Phylakopi (Milos), Paroikia auf Paros und Agia Irini auf Kea. Letzterer kann in dieser Epoche teilweise der Helladischen Kultur des griechischen Festlandes zugerechnet werden, da der Einfluss der Inselkulturen deutlich gemindert ist.

### Spätkykladisch
Aus der spätkykladischen Epoche ist die Phase I herauszuheben, da hier die durch einen Vulkanausbruch verschüttete und weitgehend erhaltene Stadt Akrotiri auf der Insel Santorin einsortiert wird. Weitere gut erforschte Fundorte der Zeit sind Phylakopi, Agia Irini, Delos und Agios Andreas auf der Insel Sifnos.
Im Laufe der Epoche verschmelzen die Kykladen mit der Festlandskultur und sind zunehmend der Mykenischen Kultur des Späthelladikums zuzurechnen. Nach 1200 v. Chr. brechen die Siedlungsstrukturen zusammen, die Übergangszeit der Dunklen Jahrhunderte beginnt. In diese fällt um 1000 v. Chr. ebenfalls der Umbruch zur Eisenzeit. Mit der Protogeometrischen Epoche setzt um 1050 v. Chr. die klassische Antike in Griechenland ein.

## Antike Rezeption
Thukydides und Herodot nennen die Urbevölkerung der Kykladen Leleger und erwähnen, dass sie in den Südwesten Kleinasiens vertrieben worden wären, wo sie als Karer bezeichnet wurden. Während Thukydides sie durch den mythologischen König Minos verdrängen lässt, schreibt Herodot dies den Dorern und Ioniern zu.